# Bronisław Kozanecki
Bronisław Sławomir Kozanecki, także Sławomir Kozanecki (ur. 1 września 1939 w Chorzepinie) – polski działacz partyjny i państwowy, w latach 1987–1990 wicewojewoda sieradzki.

## Życiorys
Syn Antoniego i Zuzanny. Został absolwentem Wieczorowego Uniwersytetu Marksizmu-Leninizmu. W 1963 wstąpił do Polskiej Zjednoczonej Partii Robotniczej. Od 1986 należał do Komitetu Wojewódzkiego PZPR w Sieradzu, wszedł w skład jego egzekutywy. Od marca 1987 do czerwca 1990 pełnił funkcję wicewojewody sieradzkiego. W III RP zasiadał w radzie nadzorczej prywatnej spółki szkoleniowo-inżynieryjnej.